# Grammy Latino de 2018
A 19ª Edição do Grammy Latino (19th Annual Latin Grammy Awards) foi realizada em 15 de novembro de 2018 no MGM Grand Garden Arena, em Paradise, Nevada. Foi a terceira edição do Grammy Latino realizada no local; a cerimônia foi transmitida ao vivo pela Univision. 
Os indicados foram anunciados em 20 de setembro de 2018. J Balvin liderou com 8 indicações. O grupo mexicano Maná foi o homenageado da edição do Grammy Latino, recebendo o prêmio de Personalidade do Ano da Academia Latina da Gravação.

## Vencedores e indicados

### Língua Portuguesa
| Melhor Álbum Pop Contemporâneo - Anaadi — Noturno - Erasmo Carlos — Amor é Isso - Iza — Dona de Mim - Ana Vilela — Ana Vilela - Xênia França — Xenia | Melhor Álbum de Rock - Lenine — Lenine Em Trânsito - Tim Bernardes — Recomeçar - Kassin — Relax - Rubel — Casas - Jay Vaquer — Ecos Do Acaso e Casos De Caos |
| Melhor Álbum de Samba/Pagode - Maria Rita — Amor E Música - Martinho da Vila — Alô Vila Isabeeeel!!! - Ferrugem — Prazer, Eu Sou Ferrugem - Diogo Nogueira — Munduê - Thiaguinho — Só Vem! Ao Vivo | Melhor Álbum de Música Popular Brasileira - Chico Buarque — Caravanas - João Bosco — Mano Que Zuera - Edu Lobo, Dori Caymmi e Marcos Valle — Edu, Dori e Marcos - Vitor Ramil — Campos Neutrais - Elza Soares — Deus é Mulher |
| Melhor Álbum de Raízes Brasileiras - Almir Sater & Renato Teixeira — +A3 - Anastácia — Dequele Jeito! - Mariza — Mariza - Sara Tavares — Fitxadu - Borghetti Yamandu — Borghetti Yamandu | Melhor Canção em Língua Portuguesa - Chico Buarque — "Caravanas" - Pedro Baby, Pretinho Da Serrinha & Tribalistas — "Aliança"(Tribalistas) - Nanda Costa, Lan Lanh & Sambê — "Aponte" (Maria Bethânia) - Erasmo Carlos, Dadi & Marisa Monte — "Convite Para Nascer De Novo" (Erasmo Carlos) - Lucas Cirillo & Xenia — "Pra Que Me Chamas?" (Xênia França) |
| Melhor Álbum de Música Sertaneja - Chitãozinho & Xororó — Elas Em Evidências - Solange Almeida — Sentimento de Mulher - As Galvão — 70 Anos - Naiara Azevedo — Contraste - Zezé Di Camargo & Luciano — Dois Tempos, Parte 2 - Fernando & Sorocaba — Sou Do Interior (Ao Vivo) - Michel Teló — Bem Sertanejo - O Show | Melhor Álbum Cristão em Língua Portuguesa - Fernanda Brum — Som Da Minha Vida - Cassiane — Nivél Do Céu - Anderson Freire — Contagem Regressiva - Pr. Lucas — Pintor Do Mundo - Léa Mendonça — Adoração Na Guerra Ao Vivo |